# Honnekere, Tirthahalli
Honnekere là một làng thuộc tehsil Tirthahalli, huyện Shimoga, bang Karnataka, Ấn Độ.